# Ve Senedd
Ve Assemblée galloise
6 mai 2016 — 29 avril 2021 
 (4 ans, 11 mois et 23 jours)
Présentation
Direction
Précédent Suivant
La Ve Assemblée galloise (Fifth Welsh Assembly en anglais et Pumed Cynulliad Cymru en gallois), plus couramment appelée la Ve Assemblée (Fifth Assembly en anglais et Y Pumed Cynulliad en gallois), puis le Ve Senedd (Fifth Senedd en anglais et Y Bumed Senedd en gallois), est la législature dévolue de l’assemblée nationale du pays de Galles — devenue le Parlement gallois — qui s’ouvre le  6 mai 2016 à la suite des élections tenues la veille et s’achève le 29 avril 2021.
Comme sous les autres mandatures, aucun parti ne détient la majorité absolue au sein de l’Assemblée entrante dont la séance inaugurale se déroule le 11 mai 2016. Cependant, le Parti travailliste, à la tête d’une majorité relative pour la cinquième fois, forme un gouvernement minoritaire dirigé par Carwyn Jones, de nouveau désigné premier ministre le 18 mai 2016. Ce gouvernement bénéficie du soutien de l’unique démocrate libérale du Senedd lui permettant d’avoir une majorité fonctionnelle.
Grâce au soutien de Dafydd Elis-Thomas, l’ancien président de la chambre de Plaid Cymru devenu indépendant en octobre 2016, le gouvernement obtient la majorité absolue à partir de novembre 2017. Après la démission de Carwyn Jones le 12 décembre 2018, Mark Drakeford lui succède et forme le second gouvernement de la législature. Sous ce cycle parlementaire, l’assemblée nationale du pays de Galles devient le Parlement gallois à compter du 6 mai 2020 au sens du Senedd and Elections (Wales) Act 2020.
Pendant toute la durée de la législature, la présidence de la chambre incombe à Elin Jones, secondée par Ann Jones en qualité de vice-présidente. La chambre se réunit pour la dernière fois à l’occasion d’une séance plénière le 24 mars 2021 ; elle est dissoute le 29 avril, une semaine avant les sixièmes élections du Senedd.

## Composition de l’exécutif

### Souverain
Lors de l’ouverture de la Ve Assemblée galloise, le 6 mai 2016, Élisabeth II est la reine du Royaume-Uni depuis le 6 février 1952.

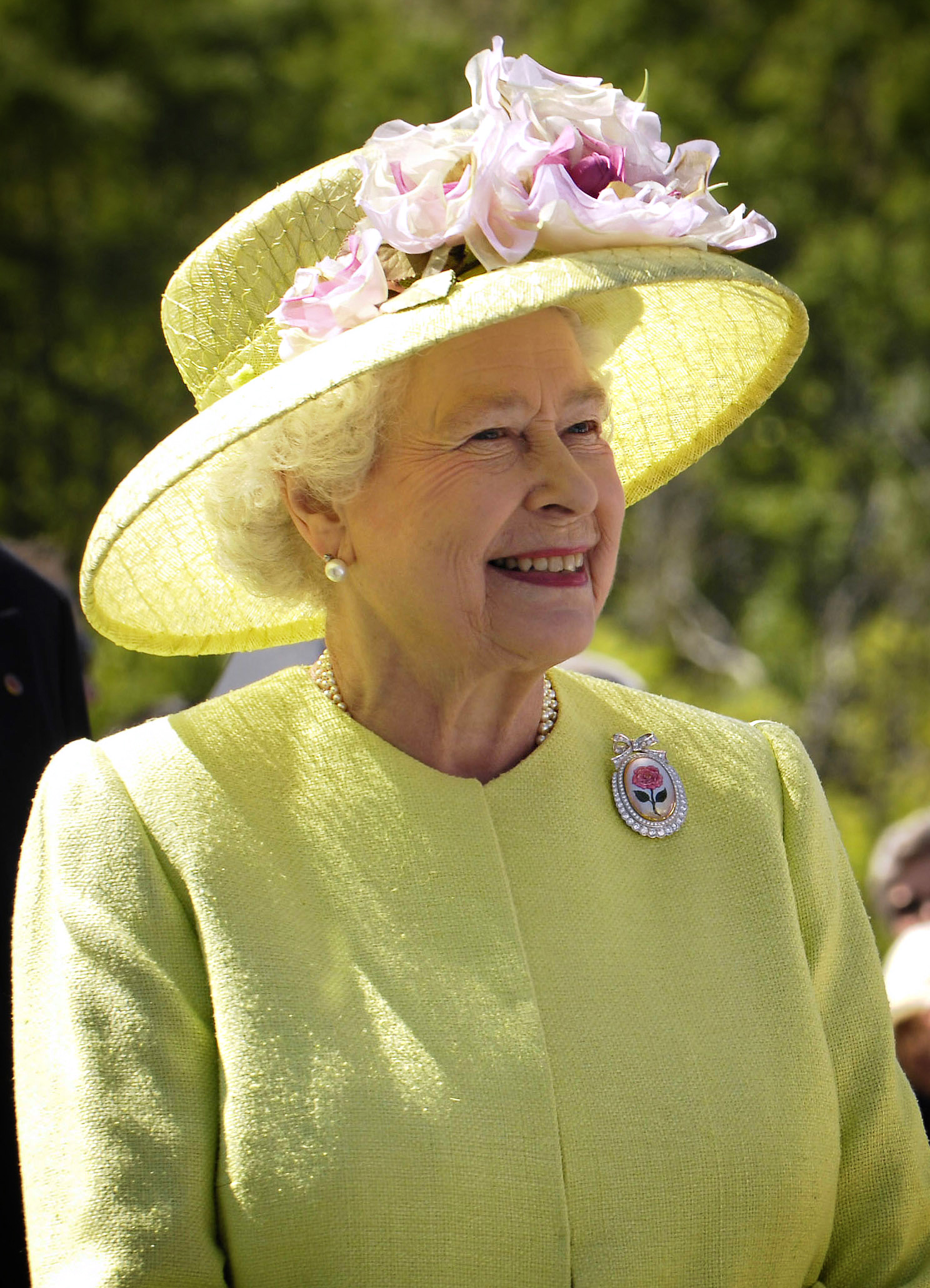
Élisabeth II, reine du Royaume-Uni.

### Premiers ministres successifs
Le premier ministre en fonction au début du cycle parlementaire est Carwyn Jones. Lors d’une séance plénière des membres de l’Assemblée, le 18 mai 2016, il est reconduit dans sa fonction de chef de gouvernement. Démissionnaire le 12 décembre 2018, il est remplacé par Mark Drakeford,,.

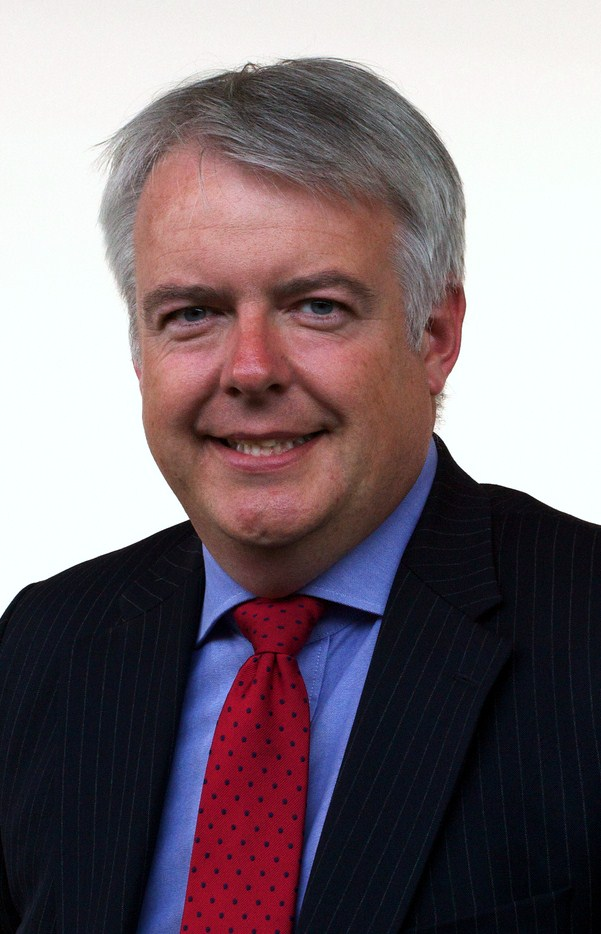
Carwyn Jones, premier ministre de 2016 à 2018.
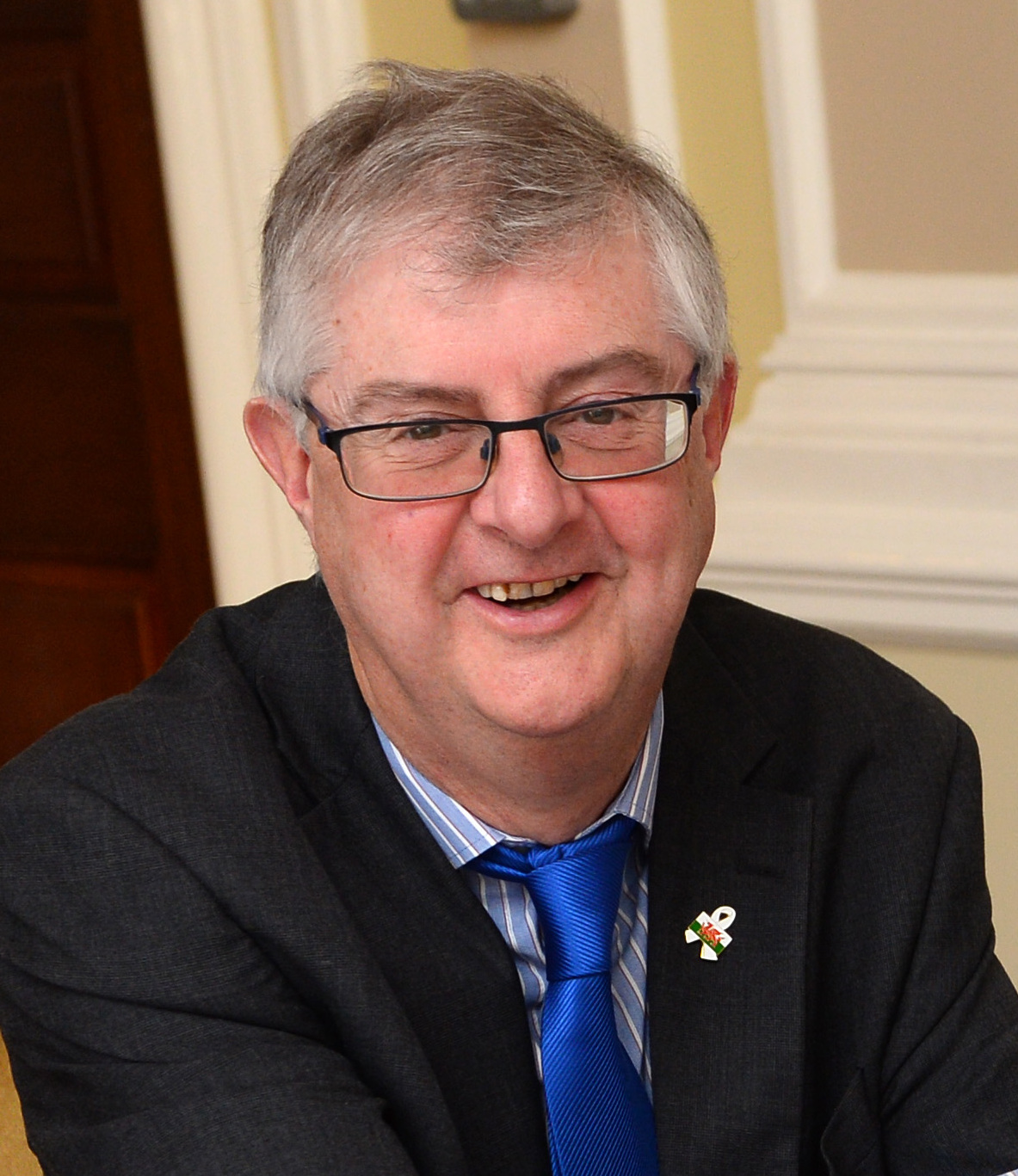
Mark Drakeford, premier ministre depuis 2018.

### Gouvernements successifs
Trois structures gouvernementales, appelées « gouvernement gallois », sont en fonction pendant la Ve Assemblée galloise,,.
| No  | Nom                      | Dates de mandat                                              | Partis                       | Premier ministre                               | Premier ministre | Composition initiale                              |
| --- | ------------------------ | ------------------------------------------------------------ | ---------------------------- | ---------------------------------------------- | ---------------- | ------------------------------------------------- |
| 1er | Gouvernement Jones II    | 6 — 18 mai 2016 (12 jours)                                   | Parti travailliste           |                                                | Carwyn Jones     | 7 ministres 1 conseiller général 3 vice-ministres |
| 2e  | Gouvernement Jones III   | 19 mai 2016 — 12 décembre 2018 (2 ans, 6 mois et 23 jours)   | Parti travailliste et divers | 6 secrétaires 1 conseiller général 3 ministres | Carwyn Jones     |                                                   |
| 3e  | Gouvernement Drakeford I | 13 décembre 2018 — 29 avril 2021 (2 ans, 5 mois et 16 jours) | Parti travailliste et divers |                                                | Mark Drakeford   | 9 ministres 1 conseiller général 5 vice-ministres |

## Composition du Parlement gallois

### Résultats des élections générales de 2016
Des élections de l’assemblée nationale pour le pays de Galles sont organisées le 5 mai 2016. Il s’agit des cinquièmes élections autonomes au pays de Galles instituées dans le cadre de la dévolution du pouvoir.
Compte tenu des modalités d’élection des membres de l’Assemblée selon le système du membre additionnel (additional member system en anglais), on distingue deux types de votes conduits simultanément et organisés à un tour :
- un scrutin uninominal majoritaire d’un représentant dans chacune des 40 circonscriptions ;
- un scrutin plurinominal de quatre représentants dans chacune des 5 régions électorales.

À l’issue de ces deux scrutins, les « sièges compensatoires » (top-up seats en anglais) sont distribués après plusieurs tours d’attribution en fonction du résultat d’une formation politique au niveau des circonscriptions et en fonction du pourcentage de voix obtenu régionalement.

#### Votes
Au niveau des circonscriptions, 40 sièges sont en jeu et 248 personnes se portent candidates à ces élections tandis que 305 candidats s’affrontent dans des listes à l’échelle des 5 régions électorales devant élire 4 représentants chacune, soit 20 sièges. Les conservateurs, les démocrates libéraux, les travaillistes et les nationalistes présentent des candidats dans toutes les circonscriptions et dressent des listes dans toutes les régions électorales.
La participation électorale s’élève à 45 %, soit 3 points de plus qu’aux élections générales de l’Assemblée de 2011 (42 %).
| \| Pourcentages des votes régionaux et de circonscriptions \| Pourcentages des votes régionaux et de circonscriptions \| Pourcentages des votes régionaux et de circonscriptions \| Pourcentages des votes régionaux et de circonscriptions \| Pourcentages des votes régionaux et de circonscriptions \| \| ------------------------------------------------------- \| ------------------------------------------------------- \| ------------------------------------------------------- \| ------------------------------------------------------- \| ------------------------------------------------------- \| \| \| \| \| \| \| \| Parti travailliste \| Parti travailliste \| \| 33.09% \| 33.09% \| \| Plaid Cymru \| Plaid Cymru \| \| 20.62% \| 20.62% \| \| Conservateurs \| Conservateurs \| \| 19.98% \| 19.98% \| \| UKIP \| UKIP \| \| 12.74% \| 12.74% \| \| Démocrates libéraux \| Démocrates libéraux \| \| 7.06% \| 7.06% \| \| Vert \| Vert \| \| 2.72% \| 2.72% \| \| Autres \| Autres \| \| 3.79% \| 3.79% \| |                     |  |        |        |
| Pourcentages des votes régionaux et de circonscriptions |                     |  |        |        |
| |                     |  |        |        |
| Parti travailliste | Parti travailliste  |  | 33.09% | 33.09% |
| Plaid Cymru | Plaid Cymru         |  | 20.62% | 20.62% |
| Conservateurs | Conservateurs       |  | 19.98% | 19.98% |
| UKIP | UKIP                |  | 12.74% | 12.74% |
| Démocrates libéraux | Démocrates libéraux |  | 7.06%  | 7.06%  |
| Vert | Vert                |  | 2.72%  | 2.72%  |
| Autres | Autres              |  | 3.79%  | 3.79%  |

#### Répartition des sièges
Seuls cinq partis politiques sont représentés à l’assemblée nationale pour le pays de Galles. Aucun d’entre eux ne détient la majorité absolue (31 sièges), mais le parti ayant le contingent le plus important de membres de l’Assemblée est le Parti travailliste avec 29 sièges.
| \| Pourcentage des sièges de membres de l’Assemblée \| Pourcentage des sièges de membres de l’Assemblée \| Pourcentage des sièges de membres de l’Assemblée \| Pourcentage des sièges de membres de l’Assemblée \| Pourcentage des sièges de membres de l’Assemblée \| \| ------------------------------------------------ \| ------------------------------------------------ \| ------------------------------------------------ \| ------------------------------------------------ \| ------------------------------------------------ \| \| \| \| \| \| \| \| Parti travailliste \| Parti travailliste \| \| 48.33% \| 48.33% \| \| Plaid Cymru \| Plaid Cymru \| \| 20.00% \| 20.00% \| \| Conservateurs \| Conservateurs \| \| 18.33% \| 18.33% \| \| UKIP \| UKIP \| \| 11.67% \| 11.67% \| \| Démocrates libéraux \| Démocrates libéraux \| \| 1.67% \| 1.67% \| |                     |  |        |        |
| Pourcentage des sièges de membres de l’Assemblée |                     |  |        |        |
| |                     |  |        |        |
| Parti travailliste | Parti travailliste  |  | 48.33% | 48.33% |
| Plaid Cymru | Plaid Cymru         |  | 20.00% | 20.00% |
| Conservateurs | Conservateurs       |  | 18.33% | 18.33% |
| UKIP | UKIP                |  | 11.67% | 11.67% |
| Démocrates libéraux | Démocrates libéraux |  | 1.67%  | 1.67%  |

#### Assemblée entrante
L’assemblée nationale pour le pays de Galles élue le 5 mai 2016 entre en fonction le lendemain, lorsque les membres de l’Assemblée sont déclarés élus.
La séance d’installation de l’Assemblée se déroule le 11 mai 2016.
Parmi les 60 membres élus à l’Assemblée, on dénombre :
- 25 femmes (41,67 % des sièges) ;
- 2 membres de la Chambre des lords (3,33 % des sièges).

| Parti               | Mode d’élection de membres | Mode d’élection de membres | Sexe des membres | Sexe des membres | Exercice du mandat | Exercice du mandat | Participation à une autre législature | Participation à une autre législature |
| ------------------- | -------------------------- | -------------------------- | ---------------- | ---------------- | ------------------ | ------------------ | ------------------------------------- | ------------------------------------- |
| Parti               | Uninominal                 | Plurinominal               | Hommes           | Femmes           | Depuis 1999        | Depuis 2016        | Communes                              | Lords                                 |
| Parti travailliste  | 27                         | 2                          | 14               | 15               | 5                  | 10                 | —                                     | 1                                     |
| Plaid Cymru         | 6                          | 6                          | 8                | 4                | 2                  | 4                  | —                                     | 1                                     |
| Conservateurs       | 6                          | 5                          | 8                | 3                | 1                  | —                  | —                                     | —                                     |
| UKIP                | —                          | 7                          | 5                | 2                | —                  | 7                  | —                                     | —                                     |
| Démocrates libéraux | 1                          | —                          | —                | 1                | 1                  | —                  | —                                     | —                                     |

### Modifications à la composition
La composition de l’assemblée nationale pour le pays de Galles est modifiée par des remplacements au niveau des régions électorales ou une élection partielle au niveau des circonscriptions à la suite de démissions ou de décès de membres de l’Assemblée.

#### Remplacements
| Région électorale  | Liste         | Membre sortant | Membre sortant  | Fin de mandat    | Raison    | Membre entrant | Membre entrant   | Début de mandat  |
| ------------------ | ------------- | -------------- | --------------- | ---------------- | --------- | -------------- | ---------------- | ---------------- |
| North Wales        | UKIP          |                | Nathan Gill     | 27 décembre 2017 | Démission |                | Mandy Jones      | 28 décembre 2017 |
| Mid and West Wales | Plaid Cymru   |                | Simon Thomas    | 25 juillet 2018  | Démission |                | Helen Mary Jones | 2 août 2018      |
| South Wales East   | Plaid Cymru   |                | Steffan Lewis   | 11 janvier 2019  | Décès     |                | Delyth Jewell    | 8 février 2019   |
| South Wales East   | Conservateurs |                | Mohammad Asghar | 16 juin 2020     | Décès     |                | Laura Anne Jones | 6 juillet 2020   |

#### Élection partielle
| Circonscription  | Membre sortant | Parti | Parti              | Fin de mandat   | Raison | Membre entrant | Parti | Parti              | Élection       | Début de mandat |
| ---------------- | -------------- | ----- | ------------------ | --------------- | ------ | -------------- | ----- | ------------------ | -------------- | --------------- |
| Alyn and Deeside | Carl Sargeant  |       | Parti travailliste | 7 novembre 2017 | Décès  | Jack Sargeant  |       | Parti travailliste | 6 février 2018 | 7 février 2018  |

## Élection de la présidence de l’Assemblée
Le président de l’assemblée nationale pour le pays de Galles est élu le 11 mai 2016 à la séance d’ouverture de la Ve Assemblée galloise. Elle est présidée par Rosemary Butler, présidente sortante.
La présidente sortante demande aux membres de l’Assemblée des candidatures pour le poste. David Lloyd, membre du groupe de Plaid Cymru, propose alors la candidature d’Elin Jones (Plaid) que Jane Hutt appuie en qualité de représentant du groupe travailliste, tandis qu’Adam Price propose le nom de l’ancien président de l’Assemblée Dafydd Elis-Thomas avec le soutien de Neil Hamilton (UKIP). Une élection à bulletin secret est alors mise en place pour les départager et Elin Jones la remporte et est déclarée présidente par la présidente sortante.
| Candidat           | Groupe         | Groupe         | Premier tour | Premier tour | Situation |
| Candidat           | Groupe         | Groupe         | Voix         | %            | Situation |
| ------------------ | -------------- | -------------- | ------------ | ------------ | --------- |
| Elin Jones         |                | Plaid          | 34           | 57,63        | Élue      |
| Dafydd Elis-Thomas |                | Plaid          | 25           | 42,37        |           |
|                    |                |                |              |              |           |
| Inscrits           | Inscrits       | Inscrits       | 60           | 100,00       |           |
| Votants            | Votants        | Votants        | 59           | 98,33        |           |
| Blancs et nuls     | Blancs et nuls | Blancs et nuls | 1            | 1,67         |           |
| Exprimés           | Exprimés       | Exprimés       | 58           | 100,00       |           |

La présidente demande ensuite à ses collègues des candidats pour le poste de vice-président de l’assemblée nationale pour le pays de Galles. David Rees (Parti travailliste) suggère le nom de John Griffiths (Parti travailliste), soutenu par Janet Finch-Saunders, membre des Conservateurs, tandis que Joyce Watson (Parti travailliste) propose Ann Jones (Parti travailliste), avec l’appui d’Angela Burns (Conservateurs). Une élection à bulletin secret se tient donc entre les deux candidats ; Ann Jones la remporte et est déclarée vice-présidente par la présidente.
| Candidat       | Groupe         | Groupe             | Premier tour | Premier tour | Situation |
| Candidat       | Groupe         | Groupe             | Voix         | %            | Situation |
| -------------- | -------------- | ------------------ | ------------ | ------------ | --------- |
| Ann Jones      |                | Parti travailliste | 30           | 50,85        | Élue      |
| John Griffiths |                | Parti travailliste | 29           | 49,15        |           |
|                |                |                    |              |              |           |
| Inscrits       | Inscrits       | Inscrits           | 60           | 100,00       |           |
| Votants        | Votants        | Votants            | 59           | 98,33        |           |
| Blancs et nuls | Blancs et nuls | Blancs et nuls     | 0            | 0,00         |           |
| Exprimés       | Exprimés       | Exprimés           | 59           | 100,00       |           |

## Élections des premiers ministres

### Élection du11 mai 2016
Lors de la séance inaugurale du 11 mai 2016, la présidente de l’assemblée nationale pour le pays de Galles suggère aux membres de l’Assemblée de proposer un candidat pour occuper le poste de premier ministre. Jane Hutt, au nom du Parti travailliste avance la candidature de Carwyn Jones, et Rhun ap Iorwerth, pour Plaid Cymru, avance celle de Leanne Wood. Un vote par appel nominal est alors utilisé par la présidente mais les deux candidats admettent chacun le même nombre de voix ce qui aboutit à l’ajournement de la séance.
| Candidat       | Groupe         | Groupe             | Premier tour | Premier tour | Situation |
| Candidat       | Groupe         | Groupe             | Voix         | %            | Situation |
| -------------- | -------------- | ------------------ | ------------ | ------------ | --------- |
| Carwyn Jones   |                | Parti travailliste | 29           | 50,00        | Égalité   |
| Leanne Wood    |                | Plaid              | 29           | 50,00        | Égalité   |
|                |                |                    |              |              |           |
| Inscrits       | Inscrits       | Inscrits           | 60           | 100,00       |           |
| Votants        | Votants        | Votants            | 58           | 96,67        |           |
| Blancs et nuls | Blancs et nuls | Blancs et nuls     | 0            | 0,00         |           |
| Exprimés       | Exprimés       | Exprimés           | 58           | 100,00       |           |

### Élection du18 mai 2016
Lors de la séance plénière du 18 mai 2016, la présidente de l’assemblée nationale pour le pays de Galles demande aux membres de l’Assemblée ayant proposé un candidat pour occuper le poste de premier ministre de confirmer leurs propositions. Rhun ap Iorwerth, pour Plaid Cymru, retire la candidature de Leanne Wood. Une réouverture des candidatures étant impossible au regard du règlement intérieur de l’Assemblée, la présidente déclare Carwyn Jones premier ministre.

### Élection de 2018
L’élection d’un nouveau premier ministre est enclenchée par la présidente de l’Assemblée le 12 décembre 2018 lorsqu’elle apprend que la reine accepte la démission de Carwyn Jones. Ainsi, au cours d’une séance plénière, elle demande aux membres de l’Assemblée de proposer un candidat pour occuper le poste. Carwyn Jones, au nom du Parti travailliste avance la candidature de Mark Drakeford ; Janet Finch-Saunders celle de Paul Davies pour les Conservateurs ; et Rhun ap Iorwerth celle d’Adam Price pour Plaid. Un vote par appel nominal est alors utilisé. Mark Drakeford l’ayant remporté, il est déclaré premier ministre par la présidente.
| Candidat       | Groupe         | Groupe             | Premier tour | Premier tour | Situation |
| Candidat       | Groupe         | Groupe             | Voix         | %            | Situation |
| -------------- | -------------- | ------------------ | ------------ | ------------ | --------- |
| Mark Drakeford |                | Parti travailliste | 30           | 58,82        | Élu       |
| Paul Davies    |                | Conservateurs      | 12           | 23,53        |           |
| Adam Price     |                | Plaid              | 9            | 17,65        |           |
|                |                |                    |              |              |           |
| Inscrits       | Inscrits       | Inscrits           | 60           | 100,00       |           |
| Votants        | Votants        | Votants            | 56           | 93,33        |           |
| Blancs et nuls | Blancs et nuls | Blancs et nuls     | 5            | 8,93         |           |
| Exprimés       | Exprimés       | Exprimés           | 51           | 100,00       |           |

## Élection de la commission de l’Assemblée

### Composition initiale
La nomination des membres de la commission de l’Assemblée est adoptée le 8 juin 2016 sur proposition du comité des Affaires :
- Joyce Watson y représente le Parti travailliste ;
- David Lloyd Plaid Cymru ;
- Suzy Davies les Conservateurs ;
- Caroline Jones UKIP.

### Modification de 2016
David Lloyd (Plaid) est remplacé par Adam Price après l’adoption d’une motion dans une séance plénière le 21 septembre 2016.

### Modifications de 2018
Caroline Jones (UKIP) est remplacée par Neil Hamilton après l’adoption d’une motion dans une séance plénière le 13 juin 2018.
Neil Hamilton (UKIP) est remplacé par David Rowlands après l’adoption d’une motion dans une séance plénière le 14 novembre 2018.
Adam Price (Plaid) est remplacé par Siân Gwenllian après l’adoption d’une motion dans une séance plénière le 21 novembre 2018.

### Modification de 2020
Siân Gwenllian (Plaid) est remplacée par Rhun ap Iorwerth après l’adoption d’une motion dans une séance plénière le 29 janvier 2020.

## Groupes politiques

### Présidences et statuts des groupes
| Groupes                    | Groupes                                                                | Abréviation | Chef                            | Statut vis-à-vis du cabinet    | Statut vis-à-vis du cabinet |
| Groupes                    | Groupes                                                                | Abréviation | Chef                            | Position                       | Période                     |
| -------------------------- | ---------------------------------------------------------------------- | ----------- | ------------------------------- | ------------------------------ | --------------------------- |
|                            | Labour / Llafur                                                        | LAB         | Carwyn Jones (2016-2018)        | Participation - (I - II - III) | 2016-2021                   |
| Mark Drakeford (2018-2021) | Labour / Llafur                                                        | LAB         |                                 | Participation - (I - II - III) | 2016-2021                   |
|                            | Conservatives / Y Ceidwadwyr                                           | CON         | Andrew R. T. Davies (2016-2018) | Opposition                     | 2016-2017                   |
| Opposition (officielle)    | Conservatives / Y Ceidwadwyr                                           | CON         | Andrew R. T. Davies (2016-2018) | 2017-2020                      |                             |
| Opposition (officielle)    | Conservatives / Y Ceidwadwyr                                           | CON         | Paul Davies (2018-2021)         | 2017-2020                      |                             |
| Opposition                 | Conservatives / Y Ceidwadwyr                                           | CON         | 2020                            |                                |                             |
| Opposition (officielle)    | Conservatives / Y Ceidwadwyr                                           | CON         | 2020-2021                       |                                |                             |
| Opposition (officielle)    | Conservatives / Y Ceidwadwyr                                           | CON         | Andrew R. T. Davies (2021)      | 2021                           |                             |
| Opposition                 | Conservatives / Y Ceidwadwyr                                           | CON         | Andrew R. T. Davies (2021)      | 2021                           |                             |
|                            | The Party of Wales / Plaid Cymru                                       | PC          | Leanne Wood (2016-2018)         | Opposition (officielle)        | 2016                        |
| Opposition                 | The Party of Wales / Plaid Cymru                                       | PC          | Leanne Wood (2016-2018)         | 2016-2021                      |                             |
| Opposition                 | The Party of Wales / Plaid Cymru                                       | PC          | Adam Price (2018-2021)          | 2016-2021                      |                             |
|                            | Independent Alliance for Reform / Y Gynghrair Annibynnol dros Ddiwygio | IAR         | Caroline Jones (2020-2021)      | Opposition                     | 2020-2021                   |
|                            | Brexit Party / Plaid Brexit                                            | BP          | Mark Reckless (2019-2020)       | Opposition                     | 2019-2020                   |
|                            | UK Independence Party / Plaid Annibyniaeth y DU                        | UKIP        | Neil Hamilton (2016-2018)       | Opposition                     | 2016-2019                   |
| Caroline Jones (2018)      | UK Independence Party / Plaid Annibyniaeth y DU                        | UKIP        |                                 | Opposition                     | 2016-2019                   |
| Gareth Bennett (2018-2019) | UK Independence Party / Plaid Annibyniaeth y DU                        | UKIP        |                                 | Opposition                     | 2016-2019                   |

### Composition
À l’ouverture de la cinquième mandature, quatre groupes politiques sont formés à l’assemblée nationale pour le pays de Galles. Un cinquième groupe est formé le 20 mai 2019 provoquant la dissolution d’un autre. Un sixième groupe voit le jour le 16 octobre 2020 provoquant la dissolution du cinquième groupe.

#### Parti travailliste
Le groupe du Parti travailliste (Labour en anglais et Lafur en gallois) se compose de 29 membres de l’Assemblée à l’entrée en fonction de la législature.
Carwyn Jones, nommé premier ministre le 18 mai 2016, chef du groupe depuis le 1er décembre 2009 à la suite de la démission de Rhodri Morgan, sous la IIIe législature, est de facto reconduit sous la Ve Assemblée,.
Le 21 avril 2018, Carwyn Jones annonce sa démission du poste de premier ministre d’ici l’automne. Une course à la direction du parti (en) voit la désignation de Mark Drakeford comme chef du Parti travailliste le 6 décembre 2018. Ce dernier succède à Carwyn Jones le 12 décembre suivant, le jour de sa démission effective,,.
À la mort de Carl Sargeant le 7 novembre 2017, le siège d’Alyn and Deeside est vacant jusqu’à ce qu’il soit pourvu par l’élection le 6 février 2018 de Jack Sargeant, son fils, un autre représentant travailliste qui entre en fonction le lendemain,.
Jenny Rathbone est exclue du groupe travailliste entre le 20 novembre 2018 et le 9 janvier 2019 en raison de propos jugés antisémites. Soupçonné d’avoir enfreint le 8 décembre 2020 les règles du gouvernement en consommant de l’alcool au sein de Tŷ Hywel avec des responsables conservateurs alors que sa vente était bannie, Alun Davies est exclu du groupe travailliste le 19 janvier 2021 et réintégré le 23 février,,,.

#### Conservateurs
Le groupe des conservateurs (Conservatives en anglais et Y Ceidwadwyr en gallois) se compose de 11 membres de l’Assemblée à l’entrée en fonction de la législature.
Andrew R. T. Davies, chef du groupe depuis le 14 juillet 2011 à la suite de la démission de Nick Bourne, sous la IVe législature, est reconduit dans sa position sous la Ve Assemblée. Le 27 juin 2018, il renonce à la direction du groupe avec effet immédiat faisant de son adjoint Paul Davies le chef intérimaire du groupe. Une course à la direction du parti (en) voit la désignation de Paul Davies comme chef des conservateurs le 6 septembre 2018. Paul Davies démissionne de son poste de chef des conservateurs le 23 janvier 2021,,,,.
Bien qu’il ait été élu sous la bannière du UKIP en 2016, Mark Reckless quitte le groupe et le parti le 6 avril 2017 pour rejoindre les conservateurs de l’Assemblée, ainsi composés de 12 membres. Il quitte le groupe des conservateurs le 14 mai 2019 afin de créer un autre groupe autour des nouveaux membres du Brexit Party,.
De plus, Nick Ramsay est brièvement exclu du groupe conservateur entre le 2 janvier et le 13 février 2020, ramenant à 10 le nombre de membres du groupe. Alors que Mohammad Asghar meurt le 16 juin 2020, Laura Anne Jones, une autre personnalité conservatrice, le remplace à partir du 6 juillet,,,.

#### Plaid Cymru
Le groupe de Plaid Cymru (The Party of Wales en anglais) se compose de 12 membres de l’Assemblée à l’entrée en fonction de la législature.
Leanne Wood, chef du groupe depuis le 15 mars 2012 à la suite de la démission d’Ieuan Wyn Jones, sous la IVe législature, est reconduite dans sa position sous la Ve Assemblée. La constitution du parti fait que le chef est reconduit tous les deux ans s’il n’est pas contesté. Or, le 18 juin 2018, trois membres de l’Assemblée provoquent une course à la direction de Plaid Cymru (en) qui est remportée le 28 septembre 2018 par Adam Price,,,.
Dafydd Elis-Thomas quitte le groupe le 14 octobre 2016, ramenant le nombre de membres du groupe à 11.
Au cours de la législature, Neil McEvoy est suspendu à plusieurs reprises du groupe : entre le 7 et le 21 mars 2017 et à partir du 19 septembre 2017. Il est définitivement écarté du groupe le 16 janvier 2018,,,.
Simon Thomas démissionne de son mandat de membre de l’Assemblée le 25 juillet 2018, et il est remplacé à compter du 2 août 2018 par Helen Mary Jones, la candidate suivante sur la liste régionale, n’altérant pas le nombre de représentants de Plaid. Après la mort de Steffan Lewis le 19 janvier 2019, Delyth Jewell lui succède et entre en fonction le 8 février 2019,,,.

#### UKIP
Le groupe du Parti pour l’indépendance du Royaume-Uni (UK Independence Party en anglais et Plaid Annibyniaeth y DU en gallois) se compose de 7 membres de l’Assemblée à l’entrée en fonction de la législature.
Bien que Nathan Gill soit le chef du parti au pays de Galles, Neil Hamilton est désigné chef du groupe le jour de sa formation. Il est évincé de la tête du groupe par Caroline Jones le 17 mai 2018. Après un vote des membres du UKIP au pays de Galles, Gareth Bennett devient le chef du groupe à l’Assemblée le 10 août 2018,,.
Le groupe connaît plusieurs défections pendant la durée de la législature. La première est celle de Nathan Gill le 17 août 2016, qui, tout en restant membre du parti siège en indépendant à l’Assemblée ; la deuxième est celle de Mark Reckless le 6 avril 2017, qui rejoint les conservateurs, ramenant le nombre de membres à 5 ; la troisième est celle de Caroline Jones, qui quitte non seulement le groupe mais aussi le parti le 12 septembre 2018 pour siéger en indépendante ; et la quatrième est celle de Michelle Brown qui quitte aussi le groupe et le parti le 26 mars 2019 pour siéger parmi les non-inscrits,,,.
L’ultime défection provoque la dissolution du groupe puisqu’il passe sous la barre des trois membres requis pour former un groupe. En effet, lorsque David Rowlands annonce quitter le groupe et le parti le 15 mai 2019 pour rejoindre le Parti du Brexit, deux simples membres représentent le groupe à l’Assemblée : Neil Hamilton et Gareth Benett. Il quitte officiellement le groupe du UKIP le 20 mai suivant,.

#### Brexit
Le groupe du Parti du Brexit (Brexit Party en anglais et Plaid Brexit en gallois) est formé le 20 mai 2019 et se compose de 4 membres de l’Assemblée.
De la formation à la dissolution du groupe, Mark Reckless en est le chef.
Les membres fondateurs du groupe sont Caroline Jones, Mandy Jones, Mark Reckless et David Rowlands. Le nombre de membres du Senedd affiliés au groupe est réduit à 3 lors du départ de Caroline Jones le 18 août 2020 pour le banc des non-inscrits. Il est dissous le 16 octobre 2020 à la suite de la création du groupe Independent Alliance for Reform,,.

#### Alliance indépendante pour la réforme
Le groupe de l’Alliance indépendante pour la réforme (Independent Alliance for Reform en anglais, abrégée en IAR, et Y Gynghrair Annibynnol dros Ddiwygio en gallois) est formé le 16 octobre 2020 et se compose de 3 membres du Senedd.
Depuis la formation du groupe, Caroline Jones en est le chef.
Les membres fondateurs du groupe sont Caroline Jones, Mandy Jones et David Rowlands.

#### Non-inscrits
À l’ouverture du cycle parlementaire, Kirsty Williams est la seule membre de l’Assemblée à siéger en indépendante. Membre des Démocrates libéraux (Lib Dems), elle est la seule personnalité du parti à avoir été élue en 2016. Avec l’accord des Lib Dems, elle soutient le gouvernement depuis la séance d’installation de la législature,.
À partir du 17 août 2016, Nathan Gill occupe les bancs des non-inscrits après sa démission du groupe du UKIP tout en restant membre de la formation politique ; démissionnaire le 27 décembre 2017, il est remplacé par Mandy Jones, la candidate suivante de la liste UKIP élue en 2016 à compter du lendemain. Cette dernière refuse elle aussi de siéger dans le groupe du UKIP à son entrée dans la chambre et siège en indépendante. Suspendue du parti le 18 juin 2018, elle rejoint le Parti du Brexit le 15 mai 2019,,,,,.
Le 14 octobre 2016, Dafydd Elis-Thomas quitte le groupe de Plaid Cymru pour siéger en indépendant. À partir du 3 novembre 2017, il soutient le gouvernement et en est membre depuis cette date,.
Neil McEvoy rejoint les indépendants entre le 7 et le 21 mars 2017 pendant sa suspension du groupe de Plaid. De nouveau écarté du groupe, il siège depuis le 19 septembre 2017 en non-inscrit. Il est mis en retrait de Plaid Cymru le 19 mars 2018 et annonce en octobre 2019 qu’il renonce à réintégrer le parti malgré une tentative infructueuse. Il fonde le 15 janvier 2020 le Welsh National Party,,,,,.
Le 12 septembre 2018, Caroline Jones quitte le groupe et le parti du UKIP et siège dès lors en indépendante. Elle rejoint le Parti du Brexit le 15 mai 2019 et le quitte le 18 août 2020. Le 16 octobre 2020, elle rejoint un nouveau groupe, l’Independent Alliance for Reform,,,.
Le 26 mars 2019, Michelle Brown quitte elle aussi le groupe et le parti du UKIP pour siéger parmi les non-inscrits.
Neil Hamilton et Gareth Benett n’appartiennent plus à un groupe depuis le 20 mai 2019. Depuis que Gareth Benett a quitté le parti le 7 novembre 2019, Neil Hamilton est le seul membre de l’Assemblée à être encarté au sein du UKIP,.
Mark Reckless n’appartient plus à un groupe depuis le 16 octobre 2020. Il quitte par ailleurs le Parti du Brexit (parti) pour rejoindre l’Abolish the Welsh Assembly Party le 19 octobre 2020.
Le 28 mars 2021, Nick Ramsay quitte le groupe conservateur et le Parti conservateur gallois.
Des membres de l’Assemblée sont temporairement suspendus de leurs groupes :
- Jenny Rathbone du Parti travailliste (du 20 novembre 2018 au 9 janvier 2019)[10],[11] ;
- Nick Ramsay des conservateurs (du 2 janvier au 13 février 2020)[21],[22] ;
- Alun Davies du Parti travailliste (du 19 janvier au 23 février 2021)[12],[13].

### Historique de la composition des groupes
|      |              | Groupe                                                  | Groupe                                                  | Groupe                                                  | Groupe                                                  | Groupe                                                  | Groupe                                                  | Non-inscrits                                            | Non-inscrits                                            | Vacants                                                 |
| LAB  | CON          | PC                                                      | UKIP                                                    | BP                                                      | IAR                                                     |                                                         |                                                         | Non-inscrits                                            | Non-inscrits                                            | Vacants                                                 |
| ---- | ------------ | ------------------------------------------------------- | ------------------------------------------------------- | ------------------------------------------------------- | ------------------------------------------------------- | ------------------------------------------------------- | ------------------------------------------------------- | ------------------------------------------------------- | ------------------------------------------------------- | ------------------------------------------------------- |
|      |              |                                                         |                                                         |                                                         |                                                         |                                                         |                                                         | Non-inscrits                                            | Non-inscrits                                            | Vacants                                                 |
| 2016 | 6 mai        | Début de la cinquième mandature de l’Assemblée galloise | Début de la cinquième mandature de l’Assemblée galloise | Début de la cinquième mandature de l’Assemblée galloise | Début de la cinquième mandature de l’Assemblée galloise | Début de la cinquième mandature de l’Assemblée galloise | Début de la cinquième mandature de l’Assemblée galloise | Début de la cinquième mandature de l’Assemblée galloise | Début de la cinquième mandature de l’Assemblée galloise | Début de la cinquième mandature de l’Assemblée galloise |
| 2016 | 11 mai       | 29                                                      | 11                                                      | 12                                                      | 7                                                       |                                                         |                                                         | 1                                                       |                                                         |                                                         |
| 2016 | 17 août      | 29                                                      | 11                                                      | 12                                                      | 6                                                       | 1                                                       |                                                         | 1                                                       |                                                         |                                                         |
| 2016 | 14 octobre   | 29                                                      | 11                                                      | 11                                                      | 6                                                       | 2                                                       |                                                         | 1                                                       |                                                         |                                                         |
| 2017 | 7 mars       | 29                                                      | 11                                                      | 10                                                      | 6                                                       | 3                                                       |                                                         | 1                                                       |                                                         |                                                         |
| 2017 | 21 mars      | 29                                                      | 11                                                      | 11                                                      | 6                                                       | 2                                                       |                                                         | 1                                                       |                                                         |                                                         |
| 2017 | 6 avril      | 29                                                      | 12                                                      | 11                                                      | 5                                                       | 2                                                       |                                                         | 1                                                       |                                                         |                                                         |
| 2017 | 19 septembre | 29                                                      | 12                                                      | 10                                                      | 5                                                       | 3                                                       |                                                         | 1                                                       |                                                         |                                                         |
| 2017 | 3 novembre   | 29                                                      | 12                                                      | 10                                                      | 5                                                       | 2                                                       | 2                                                       |                                                         |                                                         |                                                         |
| 2017 | 7 novembre   | 28                                                      | 12                                                      | 10                                                      | 5                                                       | 2                                                       | 2                                                       | 1                                                       |                                                         |                                                         |
| 2017 | 27 décembre  | 28                                                      | 12                                                      | 10                                                      | 5                                                       | 2                                                       | 1                                                       | 2                                                       |                                                         |                                                         |
| 2017 | 28 décembre  | 28                                                      | 12                                                      | 10                                                      | 5                                                       | 2                                                       | 2                                                       | 1                                                       |                                                         |                                                         |
| 2018 | 8 février    | 29                                                      | 12                                                      | 10                                                      | 5                                                       | 2                                                       | 2                                                       |                                                         |                                                         |                                                         |
| 2018 | 27 juillet   | 29                                                      | 12                                                      | 9                                                       | 5                                                       | 2                                                       | 2                                                       | 1                                                       |                                                         |                                                         |
| 2018 | 2 août       | 29                                                      | 12                                                      | 10                                                      | 5                                                       | 2                                                       | 2                                                       |                                                         |                                                         |                                                         |
| 2018 | 12 septembre | 29                                                      | 12                                                      | 10                                                      | 4                                                       | 2                                                       | 3                                                       |                                                         |                                                         |                                                         |
| 2018 | 20 novembre  | 28                                                      | 12                                                      | 10                                                      | 4                                                       | 3                                                       | 3                                                       |                                                         |                                                         |                                                         |
| 2019 | 9 janvier    | 29                                                      | 12                                                      | 10                                                      | 4                                                       | 2                                                       | 3                                                       |                                                         |                                                         |                                                         |
| 2019 | 11 janvier   | 29                                                      | 12                                                      | 9                                                       | 4                                                       | 2                                                       | 3                                                       | 1                                                       |                                                         |                                                         |
| 2019 | 8 février    | 29                                                      | 12                                                      | 10                                                      | 4                                                       | 2                                                       | 3                                                       |                                                         |                                                         |                                                         |
| 2019 | 29 mars      | 29                                                      | 12                                                      | 10                                                      | 3                                                       | 2                                                       | 4                                                       |                                                         |                                                         |                                                         |
| 2019 | 14 mai       | 29                                                      | 11                                                      | 10                                                      | 3                                                       | 2                                                       | 5                                                       |                                                         |                                                         |                                                         |
| 2019 | 15 mai       | 29                                                      | 11                                                      | 10                                                      |                                                         | 2                                                       | 8                                                       |                                                         |                                                         |                                                         |
| 2019 | 20 mai       | 29                                                      | 11                                                      | 10                                                      | 4                                                       | 2                                                       | 4                                                       |                                                         |                                                         |                                                         |
| 2020 | 2 janvier    | 29                                                      | 10                                                      | 10                                                      | 4                                                       | 2                                                       | 5                                                       |                                                         |                                                         |                                                         |
| 2020 | 13 février   | 29                                                      | 11                                                      | 10                                                      | 4                                                       | 2                                                       | 4                                                       |                                                         |                                                         |                                                         |
| 2020 | 16 juin      | 29                                                      | 10                                                      | 10                                                      | 4                                                       | 2                                                       | 4                                                       | 1                                                       |                                                         |                                                         |
| 2020 | 6 juillet    | 29                                                      | 11                                                      | 10                                                      | 4                                                       | 2                                                       | 4                                                       |                                                         |                                                         |                                                         |
| 2020 | 18 août      | 29                                                      | 11                                                      | 10                                                      | 3                                                       | 2                                                       | 5                                                       |                                                         |                                                         |                                                         |
| 2020 | 16 octobre   | 29                                                      | 11                                                      | 10                                                      |                                                         | 2                                                       | 5                                                       | 3                                                       |                                                         |                                                         |
| 2021 | 19 janvier   | 28                                                      | 11                                                      | 10                                                      | 3                                                       |                                                         | 5                                                       | 3                                                       |                                                         |                                                         |
| 2021 | 23 février   | 29                                                      | 11                                                      | 10                                                      | 2                                                       |                                                         | 5                                                       | 3                                                       |                                                         |                                                         |
| 2021 | 28 mars      | 29                                                      | 10                                                      | 10                                                      | 2                                                       |                                                         | 5                                                       | 3                                                       |                                                         |                                                         |
| 2021 | 29 avril     | Fin de la cinquième mandature du Senedd                 | Fin de la cinquième mandature du Senedd                 | Fin de la cinquième mandature du Senedd                 | Fin de la cinquième mandature du Senedd                 | Fin de la cinquième mandature du Senedd                 | Fin de la cinquième mandature du Senedd                 | Fin de la cinquième mandature du Senedd                 | Fin de la cinquième mandature du Senedd                 | Fin de la cinquième mandature du Senedd                 |

## Présidences des comités
Les comités font l’objet d’une création en début de législature : celui des Affaires le 24 mai 2016, le comité intérimaire des Affaires constitutionnelles et législatives le 15 juin 2016, celui des Enfants, des Jeunes et de l’Éducation, celui du Changement climatique, de l’Environnement et des Affaires rurales, celui de la Culture, de la Langue galloise et des Communications, celui de l’Économie, de l’Infrastructure et des Compétences, celui de l’Égalité, du Gouvernement local et des Communautés, celui de la Finance, celui de la Finance, celui de la Santé, de la Protection sociale et du Sport, celui des Pétitions, celui des Comptes publics, celui de la Politique de réserve et de la Législation, le comité pour l’Examen du premier ministre et celui des Normes de conduites le 28 juin 2016,,,.
Le 28 juin 2016, le comité intérimaire des Affaires constitutionnelles et législatives devient le comité des Affaires constitutionnelles et législatives. Il devient le comité de la Législation, de la Justice et de la Constitution le 29 janvier 2020,.
Le 13 juillet 2016, le comité de la Politique de réserve et de la Législation devient celui des Affaires extérieures et de la Législation supplémentaire.
Le 18 septembre 2019, le comité sur la Réforme électorale de l’Assemblée est créé. Il devient le comité sur la Réforme électorale du Senedd au 6 mai 2020. Le 20 septembre 2020, le comité du Llywydd est créé,,.
| Comité législatif                                        | Formation         | Président | Président            | Groupe | Période   |
| -------------------------------------------------------- | ----------------- | --------- | -------------------- | ------ | --------- |
| Affaires                                                 | 24 mai 2016       |           | Elin Jones           | P      | 2016-2021 |
| Législation, Justice et Constitution                     | 15 juin 2016      |           | David Melding        | CON    | 2016      |
| Législation, Justice et Constitution                     | 15 juin 2016      |           | Huw Irranca-Davies   | LAB    | 2016-2017 |
| Législation, Justice et Constitution                     | 15 juin 2016      |           | Mick Antoniw         | LAB    | 2017-2021 |
| Enfants, Jeunes et Éducation                             | 28 juin 2016      |           | Lynne Neagle         | LAB    | 2016-2021 |
| Changement climatique, Environnement et Affaires rurales | 28 juin 2016      |           | Mark Reckless        | UKIP   | 2016-2017 |
| Changement climatique, Environnement et Affaires rurales | 28 juin 2016      |           | Mike Hedges          | LAB    | 2017-2021 |
| Culture, Langue galloise et Communications               | 28 juin 2016      |           | Bethan Sayed         | PC     | 2016-2021 |
| Économie, Infrastructure et Compétences                  | 28 juin 2016      |           | Russell George       | CON    | 2016-2021 |
| Égalité, Gouvernement local et Communautés               | 28 juin 2016      |           | John Griffiths       | LAB    | 2016-2021 |
| Finance                                                  | 28 juin 2016      |           | Simon Thomas         | PC     | 2016-2018 |
| Finance                                                  | 28 juin 2016      |           | Llyr Gruffydd        | PC     | 2018-2021 |
| Santé, Protection sociale et Sport                       | 28 juin 2016      |           | David Lloyd          | PC     | 2016-2021 |
| Pétitions                                                | 28 juin 2016      |           | Mike Hedges          | LAB    | 2016-2017 |
| Pétitions                                                | 28 juin 2016      |           | David Rowlands       | UKIP   | 2017-2019 |
| Pétitions                                                | 28 juin 2016      |           | Janet Finch-Saunders | CON    | 2019-2021 |
| Comptes publics                                          | 28 juin 2016      |           | Nick Ramsay          | CON    | 2016-2021 |
| Affaires extérieures et Législation supplémentaire       | 28 juin 2016      |           | David Rees           | LAB    | 2016-2021 |
| Examen du premier ministre                               | 28 juin 2016      |           | Ann Jones            | LAB    | 2016-2021 |
| Normes de conduite                                       | 28 juin 2016      |           | Jayne Bryant         | LAB    | 2016-2021 |
| Réforme électorale du Senedd                             | 19 septembre 2019 |           | Dawn Bowden          | LAB    | 2019-2021 |
| Llywydd                                                  | 23 septembre 2020 |           | Ann Jones            | VP     | 2020-2021 |

## Principaux événements
| Date             | Événement |
| ---------------- | --- |
| 5 mai 2016       | Cinquièmes élections de l’assemblée nationale pour le pays de Galles                                                         |
| 6 mai 2016       | Ouverture du cycle parlementaire                                                                                             |
| 11 mai 2016      | Séance inaugurale de l’Assemblée : - Elin Jones est élue présidente - Ann Jones est élue vice-présidente                     |
| 18 mai 2016      | Élection de Carwyn Jones comme premier ministre                                                                              |
| 19 mai 2016      | Formation du gouvernement de Carwyn Jones                                                                                    |
| 7 juin 2016      | Ouverture solennelle de l’Assemblée par Élisabeth II, le duc d’Édimbourg, le prince de Galles et la duchesse de Cornouailles |
| 8 juin 2016      | Élection des commissaires de l’Assemblée                                                                                     |
| 31 janvier 2017  | Sanction royale du Wales Act 2017                                                                                            |
| 12 décembre 2018 | Démission de Carwyn Jones du poste de premier ministre                                                                       |
| 12 décembre 2018 | Élection de Mark Drakeford comme premier ministre                                                                            |
| 13 décembre 2018 | Formation du gouvernement de Mark Drakeford                                                                                  |
| 6 mai 2020       | Changement de nom de l’assemblée nationale pour le pays de Galles en Parlement gallois                                       |
| 24 mars 2021     | Dernière séance du Senedd |
| 12 avril 2021    | Réouverture du Senedd pour une séance d’hommage à la suite du décès du prince Philip, duc d’Édimbourg                        |
| 29 avril 2021    | Clôture du cycle parlementaire                                                                                               |